# 時雨橋 (札幌市)
時雨橋（しぐればし）は、札幌市南区定山渓に所在する橋。豊平川の支流である白井川に架かっており、定山渓温泉から定山渓ダムへと向かう途上にある。
1959年（昭和34年）架設された橋で、橋長46.2メートル、幅員6.0メートル、支間長45.0メートルの上路式の単純トラス橋である。上部工は函館どつく製である。
定山渓観光協会は、この橋から眺める景色を「隠れた紅葉のポイント」として紹介している。

## 定山柱
時雨橋の下には、道路の排水を川に流すためのヒューム管がある。冬季にはこの管からの排水が凍結し、定山柱と呼ばれる高さ20メートル・幅5メートルの氷柱を形成する。
トップロープが設置しやすいため、垂直の氷が少ない札幌近郊では貴重なアイスクライミング用ゲレンデとなっている。中級者のバーチカル入門に適していると言われる。

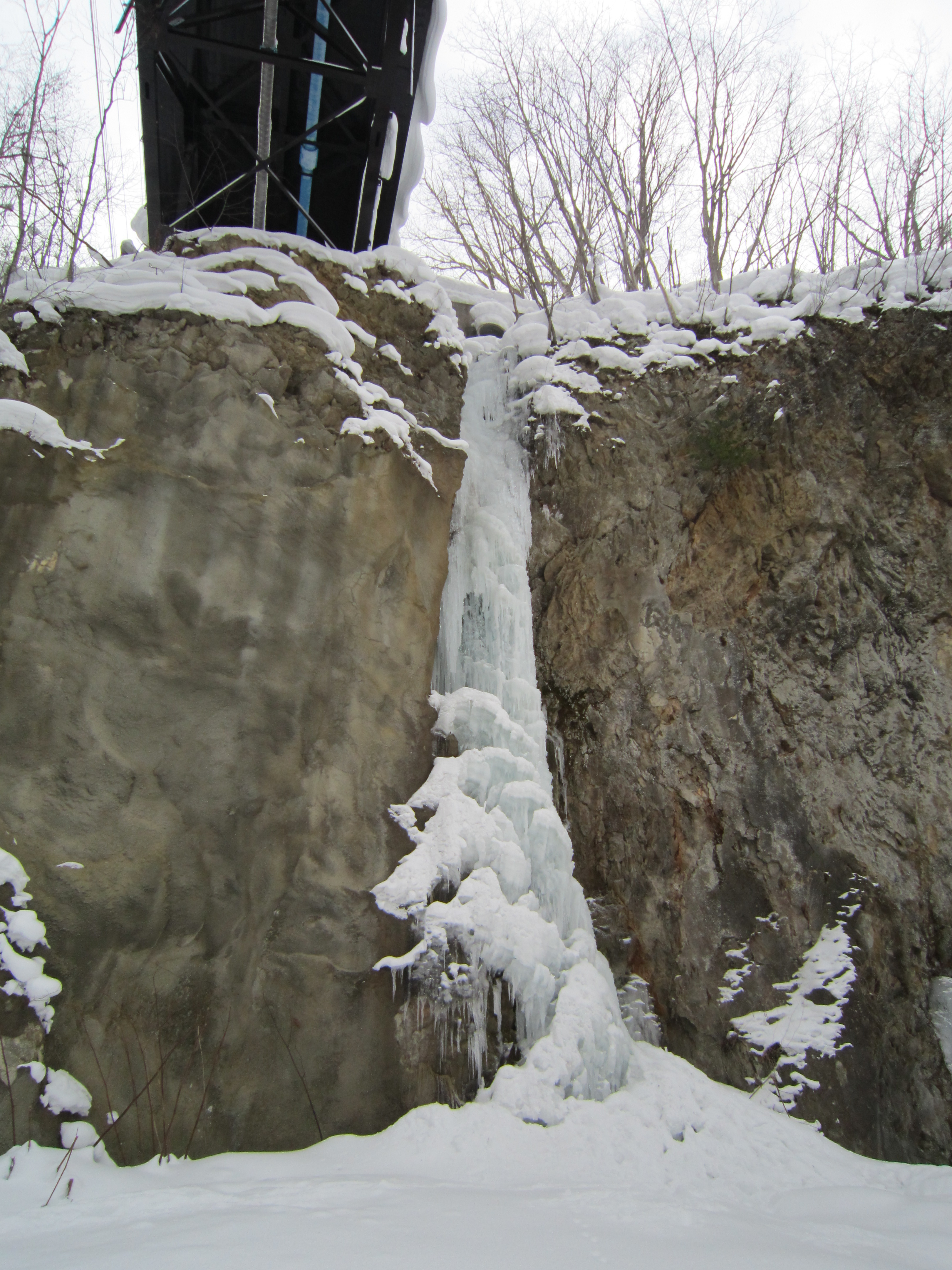
定山柱

## 旧橋
小樽内川流域でトラックによる材木の輸送が始まった1941年（昭和16年）、時雨橋は吊橋であった。
そのため運材車が橋の中央に差し掛かると、重みで橋がV字型に曲がってしまい、大騒動を引き起こしたという。